# Gopher (网络协议)
Gopher是一个互联网上使用的分布型的文件搜集获取网络协议。它是1991年由明尼苏达大学的保羅·林德納（Paul Lindner）和馬克·麥卡希爾发明的。

## 起源
“Gopher”（地鼠）这个名字有三层含义：第一是“挖掘信息”；第二，使用菜单形式搜集来的信息与地鼠洞相类似；第三，明尼苏达大学有一支运动队名叫「黄金地鼠队」。
Gopher最初的设计目标与万维网类似：共享文档，今天的万维网几乎已经替代了Gopher。但Gopher协议还提供了一些万维网先天缺乏的功能，比如在Gopher中所有信息都以层级形式存储，这被认为是存储大量信息的最好方式之一。

## 衰微的原因
全球資訊網在1991年被發明，由於耗用頻寬較少，Gopher网络当时仍然是非常流行和制作精良的。1993年2月，明尼苏达大学宣布他们将对Gopher的使用收取执照费，这就一部分的减少了Gopher服务器数量。一些人相信这是Gopher变成網際網路歷史的原因。
很多人相信Gopher的衰微实际上是它那有限制的结构造成的，这种结构使得它没有自由形态的HTML网页灵活。使用Gopher时，每个文档都已有一个预定义的格式和类型，一个Gopher用户必须通过一个服务器定义的系统菜单导航进某一个特定的文档。很多人不喜欢Gopher系统中这种人为制造的菜单和文件的区分，而Web网络上使用的超文本协议和交互式应用程序显得更为开放灵活。
现代，一些人建议说，在使用宽带方式存取的移动电话和PDA上，Gopher将会非常适合。但是，现在的市场似乎更偏向于WML-WAP，DoCoMo i-mode或其他基于HTML的应用。

## 相关技术
Veronica是一个主要的Gopher搜索引擎。Veronica提供對Gopher服务器菜单标题和Gopher网络的关键字搜索。一次Veronica上的搜索产生一个Gopher项目菜单，其中每一项直接指向Gopher数据源。

## 今天的Gopher
在2004年，世界互联网上仍然运行着少数Gopher服务器，如美国政府和史密森尼學會仍運作各自的Gopher，他们仍然被协议狂热者维护着。
2002年6月，Gopher协议在Internet Explorer的补丁中已被禁用，仅仅因为微软宣称发现其中有一个安全漏洞；通过编辑可以重新启用Gopher协议。
其他的浏览器，包括AOL仍然支持这个协议，但是他们支持的并不完全。其中最严重的不足就是不能够渲染显示出菜单页中包括的信息文本。Mozilla已從Firefox 4.0起移除瀏覽Gopher的功能。一个位于 Floodgap.com （页面存档备份，存于） 的公共代理服务器允许用户使用任何浏览器访问Gopher页面，这个代理服务器将Gopher转换为HTTP／HTML网页。